# Ai confini della realtà (film 1973)
Ai confini della realtà (ゴジラ対メガロ?, Gojira tai Megaro, lett. "Godzilla vs. Megalon") è un film del 1973 diretto da Jun Fukuda.
Si tratta del tredicesimo sequel del film Godzilla del 1954.

## Trama
Il popolo sotterraneo di Seatopia, stanco dell'inquinamento provocato dai giapponesi, decide di attaccarli rapendo uno scienziato, il dottor Goro, che ha costruito un robot in grado di aumentare le proprie dimensioni: Jet Jaguar. Il robot, insieme al loro mostro Megalon, simile ad un coleottero in posizione eretta con delle tenaglie al posto delle mani, attacca il Giappone. Ma Goro si libera e riprende il controllo di Jet Jaguar. Gli abitanti di Seatopia, allora, inviano Gigan in aiuto di Megalon e insieme attaccano l'androide gigante. Jet Jaguar allora chiede l'aiuto a Godzilla e alla fine i due malvagi vengono sconfitti. Il film si conclude con gli uomini che si rendono conto dei danni causati dalle industrie, Godzilla ritorna sull'isola dei mostri e Jet Jaguar torna in dimensioni umane e si ricongiunge al creatore.

## Produzione
In origine il film non contemplava Godzilla, ma vedeva Jet Jaguar come protagonista: il personaggio fu creato grazie a un concorso vinto da un alunno delle scuole elementari con il suo disegno e chiaramente si ispirava ai supereroi televisivi stile Ultraman, ma anche al genere dei robot animati che nello stesso periodo raggiungeva il successo con Mazinga Z. Dopo alcuni screen test, però, si decise che da solo Jet Jaguar non aveva il carisma necessario a reggere un intero film e quindi il produttore Tomoyuki Tanaka decise di cambiare progetto, riconfermò Gigan e, ovviamente, inserì Godzilla che divenne protagonista, anche se nel film lo sembra molto di più jet Jaguar e Godzilla compare nell'ultimo quarto d'ora. Megalon poi fu riciclato da una stesura di Godzilla contro i giganti che inizialmente lo prevedeva nel progetto. I tempi di realizzazione furono molto brevi e il film fu girato in sole tre settimane con un budget dimezzato rispetto agli altri capitoli, facendo ampio ricorso allo stock footage, creando pure seri problemi di continuità fra le varie sequenze; lo stesso costume di Godzilla fu realizzato in una sola settimana.

## Promozione
I distributori americani decisero di sfruttare il successo del film King Kong di Dino De Laurentiis con una locandina raffigurante Godzilla e Megalon combattere in cima alle Torri Gemelle, nonostante tale scena non sia presente nel film e non sia ambientato a New York.

## Accoglienza
Il film ebbe uno scarso incasso al botteghino in Giappone, ma nel resto del mondo (soprattutto in America) fu un buon successo.